# Résolution 471 du Conseil de sécurité des Nations unies
Membres permanents
- Chine
- États-Unis
- France
- Royaume-Uni
- URSS

Membres non permanents
- Allemagne de l'Est
- Bangladesh
- Jamaïque
- Mexico
- Niger
- Norvège
- Philippines
- Portugal
- Tunisie
- Zambie

Résolution no 470 Résolution no 472
La résolution 471 est une résolution du Conseil de sécurité de l'ONU adoptée le 5 juin 1980 en vertu du chapitre VI de la Charte des Nations unies (en), porte sur la question de l'occupation et de la colonisation par Israël des territoires palestiniens de Jérusalem-Est, de la Cisjordanie, de la bande de Gaza et des hauteurs du plateau du Golan.,.
La résolution critique  l'occupation israélienne de ces territoires. En outre, elle s'inquiéte du fait qu'Israël ne protège pas les civils dans les territoires occupés et demande à Israël de réparer les dommages subis par les civils en raison de ce manque de protection. Enfin, elle appelle Israël à se conformer à toutes les résolutions pertinentes du Conseil de sécurité des Nations unies et aux dispositions de la quatrième convention de Genève.
La résolution 471 est adoptée par 14 voix pour avec une abstention des États-Unis.